# Camulos (Gott)

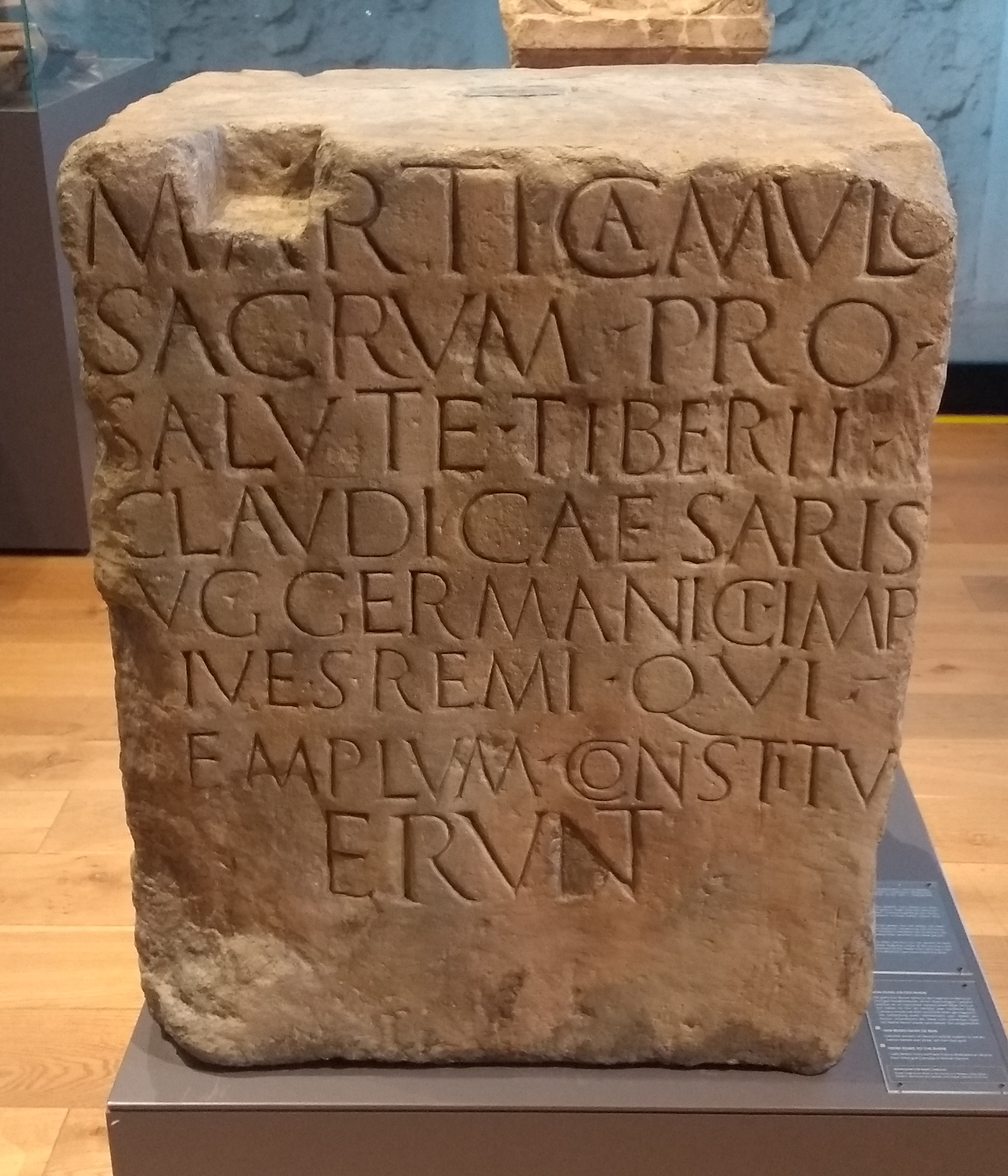
Weihestein für Mars Camulos aus dem Kastell Harenatium, Kopie im LVR-RömerMuseum Xanten

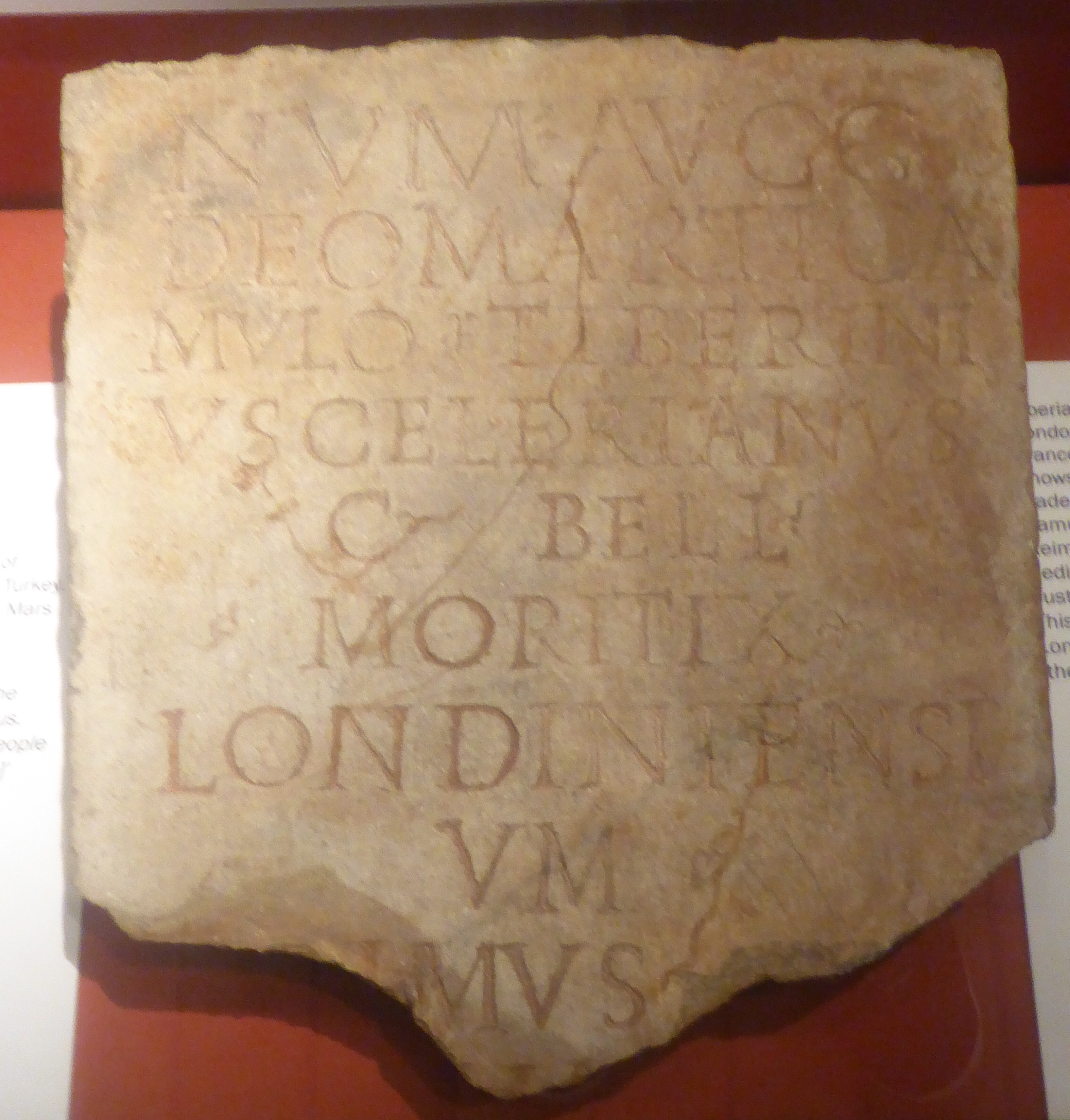
Inschrift des Tiberinius Celerianus, die dem Mars Camulos geweiht ist

Camulos, auch Camulus, ist eine keltische Gottheit, deren Verehrung durch einige Weihetafeln gesichert ist. Er wird üblicherweise in der Interpretatio Romana dem römischen Mars gleichgesetzt. Die Etymologie des Namens ist ungeklärt.

## Mythologie
Inschriften wurden in Rom, Reims, Arlon (Orolaunum in der Provinz Gallia Belgica), Rindern (Harenatium in Germania inferior), Mainz (Mogontiacum in Germania superior), Kilsyth/Bar Hill am Antoninuswall in Schottland, Sarmizegetusa (Colonia Ulpia Traiana Augusta Dacica Sarmizegetusa in Dakien) und Southwark, London (siehe Inschrift des Tiberinius Celerianus) aufgefunden. Der Weihestein in Bar Hill wurde von syrischen Bogenschützen aus Hama am Orontes errichtet. Camulos war auch ein verbreitetes Element in keltischen Ortsnamen (beispielsweise Camulodunum, Colchester). Die Bedeutung als Namensbestandteil in Personennamen, zum Beispiel Andecamulos (Inschrift aus Nevers (Noviodunum), Provinz Gallia Lugdunensis) oder Caesars Feind Camulogenus, ist umstritten.
Außer in Rom ist hier überall die Gleichsetzung mit Mars gegeben. Der Name Camulos wird als ein im Kriege Schutz gewährender Gott gedeutet.